# 长萼三叶木通
长萼三叶木通（学名：Akebia trifoliata sp. longisepala）为木通科木通属下的一个亚种。